# Emanuele Pirro
Emanuele Pirro (n. 12 ianuarie 1962, Roma) este un fost un pilot italian de Formula 1 care a evoluat în Campionatul Mondial între anii 1989 și 1991.

## Cariera în Formula 1
| Sezon | Echipă                 | Puncte      | Loc clasament general |
| ----- | ---------------------- | ----------- | --------------------- |
| 1987  | Benetton Formula Ltd   | Pilot teste | -                     |
| 1988  | Honda Marlboro McLaren | Pilot teste | -                     |
| 1989  | Benetton Formula Ltd   | 2           | 23                    |
| 1990  | BMS Scuderia Italia    | 0           | -                     |
| 1991  | Scuderia Italia        | 1           | 18                    |